# Thesium hararense
Thesium hararense är en sandelträdsväxtart som beskrevs av A.G. Miller. Thesium hararense ingår i släktet spindelörter, och familjen sandelträdsväxter. Inga underarter finns listade i Catalogue of Life.